# 남동대서양수산기구
남동대서양수산기구(SEAFO : South East Atlantic Fisheries Organization)는 남동대서양 어류, 연체류, 갑각류 및 정착성 어류의 장기적 보존 및 지속가능이용 확보를 위해 2001년 설립하였으며, 사무국은 나미비아 왈비스베이에 위치한다. 대한민국은 2011년 4월 9일자로 정식 회원국으로 가입하였다.

## 기구 개요
- 목적 : 남아프리카 서안 공해상의 고도회유성어종(참치류)를 제외한 어업자원의 장기적 보존 및 지속가능이용 확보
- 설립일 및 사무국 : 2003년 4월, 나미비아 (왈비스 베이)
- 협약 서명/발효 : 2001년 4월 협약 서명, 2003년 4월 발효

## 회원국
회원국은 대한민국, 유럽 연합, 나미비아, 노르웨이, 앙골라, 남아공, 일본 등 7개국이다.
- 협약서명 및 비준국 : 한국, 앙골라, 나미비아, 남아공, 노르웨이, EU, 일본
- 협약서명 및 미비준국 : 영국, 미국, 아이슬란드

## 주요 어종
- 파타고니아 이빨고기, 오렌지러피 등 저서어류

## 관할 수역
- 남아프리카 서안 남동대서양(연안국 EEZ 제외) 47해구 공해

## 주요 보존관리 조치
- 과학옵저버 승선, VMS 위치보고, 어획량 보고
- 파타고니아 이빨고기 연간 230톤, 심해붉은게 연간 400톤 총 TAC 설정
- 주요 심해서식지 11개 해산수역 조업금지

## 참조
- “남동대서양수산위원회(SEAFO) 정식회원국으로 가입”. 농림수산식품부. 2011년 4월 8일. 2011년 4월 11일에 확인함.[깨진 링크(과거 내용 찾기)]